# المهدي البوعبدلي
الشيخ المهدي بن بوعبدالله بن عبد القادر بن محمد بن الجَيْلانيّ بن الموهوب البوعبدلّي الباحث الجزائري.
يعتبر الشيخ المهدي البوعبدلي واحدا من أبرز العلماء الجزائريين الذين اشتغلوا بالبحث التاريخي رغم عدم تكوينهم العلمي في مجال التاريخ الذي تعرض هو أيضا لكل أنواع التشويه التي لا تقل على ما تعرضت له اللغة العربية من مضايقة، وما أصاب الدين الإسلامي من التحريف.
ولذلك فإن الشيخ البوعبدلي تنبّه إلى هذه الخطورة، وانخرط في معركة الهوية في ميدان التاريخ محددا مهمته في «إعادة النظر في البحث في ماضينا، ومعرفتنا بقيمنا الحقيقية، والاعتناء بدراسة هذا الماضي دراسة علمية دقيقة، مجردة من الأغراض والارتجال..، وتقديمها للقراء حتى يتسنى للخلف أن يعرفوا حقائق ماضي البلاد بصورة واضحة وأن يطلعوا على المشاكل التي واجهت السلف وتغلب عليها أو تغلبت عليه».
وهكذا ألف كتبا ونشر مقالات ودراسات معتمدا على وثائق ومخطوطات نادرة سلطت الأضواء على شخصيات مغمورة وأحداث منسية ومعالم مهملة. فما هي أهم محطات في حياته العامرة؟ وما هي إسهاماته في مجال الثقافة والتاريخ؟ وما هي القيمة العلمية لكتاباته؟

## حياته

### ميلاده
ولد الشيخ المهدي البوعبدلي ليلة الخميس 10 ذي الحجة 1324هـ الموافق لـ 25 جانفي 1907م من أسرة أبو عبد الله المغوفل بالشلف الذي هو من ضمن أحفاد الإخوة السبعة الذين لازموا الحرب وواصلوا الجهاد مع الأمير عبد القادر، وكان والده الشيخ بوعبد الله صاحب مدرسة قرآنية وقد زاره الشيخ عبد الحميد بن باديس رفقة ثلة من العلماء وله علاقة طيبة مع جمعية العلماء المسلمين الجزائريين وأعضائها، وقد أنشد الشيخ بوعبدالله قصيدة عصماء بليغة في هذه الزيارة الميمونة، نشرها الشيخ بن باديس في مجلة الشِّهاب، على اثني عشر مقطعًا، في اثني عشر عددًا لبلاغتها.

### تعليمه
وتعلَّم القرآنَ في مسجدِ والدِه، فحفظه على يد الشيخ عبد القادر بن طويس، كما درسَ مبادئَ اللغة والفِقه، ودرسَ اللغةَ الفرنسيةَ في مدرسة بلدِه الرسمية إلى نهاية السلك الابتدائي، ثمَّ سافَر إلى مازونة التي ظلَّت منذ قرونٍ عاصمةَ دِراسة الفِقه المالكي غربِ البلاد، وحتى في النواحي الغربية مِن ريف المغرب، حيث كانت شهادة مدرسة مازونة تُشترط للحصولِ على منصبِ القضاء، وبعد سنتَين مِن الإِقامة في مازونة قصدَ تونس وجامع الزيتونة كان من ضمن رفاقه هناك الشيخ أحمد حماني، والشيخ علي المغربي والشيخ الزاهري زهير أبو زاهر وآخرون كثيرون، حيثُ درسَ إلى أن تخرَّج منها بشهادة التحصيل، وفي فترة دراسته عين عند تأسيس جمعية التلامذة الجزائريين الزيتونيين أول رئيس لمجلسها الإداري.

### أسرته
قبل رجوعه واستقراره نهائيا بالجزائر زوجه والده بالسيدة قاسمي ماما (ت 2002م) وهي من قبيلة هُنين وأنجبت معه خمسة أطفال.
كما أنه تزوج مرة ثانية سنة 1948م من السيدة خيرة هنان (ت 1997م) ولم تنجب معه.

### مناصب عمل
وإثر عودته إلى الجزائر سنة 1938م بعد تخرجه عين بمنصب محرر في جريدة الرشاد التي كانت تشرف عليها جمعية اتحاد الزوايا والطرق الصوفية برئاسة الشيخ مصطفى القاسمي، ثم عين إِماما بمسجد وهران العتيق ثم اشتغل مفتيا في بجاية سنوات طويلة كان فيها كذلك من  مسيري ناديها الثَّقافي، ورئيسا شرفيا لفوج الكشافة الإسلامية الجزائرية، ومنشطا لهيئة محلِّية تتكفَّل بالإِنفاقِ على الطَّلبة الفقراءِ المزاولين دِراستهم في تونس وغيرها مِن المدُنِ البعيدةِ عَن بلَدهِم وأَهليهِم. ومن بجاية انتقل إلى مدينة الشلف يُمارس نفس الوظيفة مفتيا إلى ما بعد اندلاع ثورة الفاتح من نوفمبر 1954م.
وبعد وفاة والده الشيخ بوعبدالله، يوم 4 نوفمبر 1954م، خلفه في رئاسة الزاوية والطريقة الشيخ عبد البر حتى وفاته عام 1974م بالمدينة المنورة، فخلفه أخوه الشيخ المهدي في منصبه، واستمرت الزاوية في أداء رسالتها الدينية والتربويَّة، حيث يتِم تحفيظ القرآن الكريم في جناح خاص، وتعليم العلوم العربية والشرعية واللغوية في جناح آخر للطلبة المسافرين، الذين يتكفَّل بهم وبِإطعامهم سكان القرية، صباحًا ومساء، حسب العادة الموروثة منذ تأسيس الزاوية ووجد الشيخ المهدي نفسه مضطرا للتفرغ للزاوية حتى تستمِرَّ في رسالتها الدينية والتربوية.
وقد عرف الشيخ المهدي بشغفه باقتناء كتب التراث من مخطوطات ورسائل وتقارير فقهية وأدبية وتشريعية وأصولية ولغوية وتاريخية.
بعد الاستقلال، عمل الشيخ المهدي عضوا بالمجلس الإسلامي الأعلى وذلك منذ تأسيسه سنة 1963م، ثم انتدب لوزارة الثقافة بدائرة المعالم الأثرية من قبل وزارة الشؤون الدينية ليقوم بإنجاز أبحاث تاريخية، وعمل كذلك عضوا في المكتب الوطني للدراسات التاريخية.

## الرجل المولع بالمخطوطات
لم يكن الشيخ المهدي البوعبدلي فقط باحثا في مجال تاريخ الجزائر عبر العصور، يجمع المادة التاريخية القريبة من اليد، ويؤلف الكتب، ويكتب المقالات، بل كان يبحث عن الوثائق النادرة حيثما وجدت، ويجمع المخطوطات النادرة التي كان مولعا بها، مهما بعدت المسافة للاطلاع على محتوياتها، أو الحصول عليها مهما ثقل وزنها وغلى ثمنها..!
لقد جمع رصيدا معتبرا من المخطوطات، وأنشأ مكتبة غنية بالمطبوعات والكتب القديمة والمخطوطات النادرة، ليس للتباهي بمقتنياتها، أو الافتخار برصيدها، وإنما رغبة في إنقاذ هذا التراث من الضياع، والاستفادة منه في أبحاثه ومحاضراته، وفتحها للباحثين والطلبة ليغترفوا من بحر علومها.
وقد وصف أحد أصدقائه تلك العلاقة المتينة بين الشيخ البوعبدلي ومكتبته العامرة، فقال:
| المهدي البوعبدلي | لعلنا لا نجد جملة تعبر عن حبه لمكتبته وغيرته عليها أفضل من مجنون المكتبة، وليس حبه لمكتبته من صنف حب أولائك المظهريين الذين يجمعون الكتب وينظمونها في أشكال جمالية تضفي على المكان رونق بها، وتنشر فيه منظر إيهام بالانتساب إلى قادة الثقافة ورجال المعرفة، ولكنه من صنف حب الذين ينسون العالم وما فيه ومن فيه حين تطأ أقدامهم عتبة المكتبة، فيندمجون في ذلك الجو الذي يمتزج فيه الجد في التحصيل بالتقديس للمعرفة فهو كالنحلة المجتهدة تتنقل بين الأزهار طوال يومها لتعود مساء إلى مأواها مستوفرة بالرحيق مثقلة بالشهد | المهدي البوعبدلي |

لم يسعف الشيخ البوعبدلي الوقت والإمكانات المالية لتحقيق المخطوطات التي تحصل عليها ونشرها باستثناء:
- “دليل الحيران وأنيس السهران وأخبار مدينة وهران” للشيخ محمد يوسف الزياني،
- ”الثغر الجماني في ابتسام الثغر الوهراني” للشيخ أحمد بن محمد الراشدي.

غير أنه نشر مجموعة من المقالات، وقدم محاضرات عديدة عرّف من خلالها العديد من المخطوطات النادرة، وسلط الأضواء على عدد من الكتب النفيسة.
وفعلا، صار خبيرا بالمخطوطات وعالما بأماكن تواجدها في الجزائر وفي الخارج ومرجعية في هذا المجال، وهو لا يبخل بها الباحثين الجادين الذين راسلوه في شأنها، وأمدهم بالمعلومات التي استفسروا عنها، وأذكر هنا على سبيل المثال، وليس الحصر: المؤرخين الجزائريين الدكتور أبا القاسم سعد الله والدكتور يحي بوعزيز، والمستشرق الفرنسي جاك بيرك، وغيرهم من العلماء الجزائريين والأجانب.
وقد نشر الدكتور سعد الله 16 رسالة وصلته من الشيخ البوعبدلي، وقد ساعدته في كتابة موسوعته “تاريخ الجزائر الثقافي” لما تحمله من “معلومات أدبية وتاريخية وثقافية  فهي تتحدث عن كتب وأعلام من المثقفين وعن أنشطة فكرية واجتهادات علمية وأخبار جغرافية، وعن وثائق ومخطوطات ذات أهمية عالية في التاريخ”.

## محاضرات وملتقيات
لم يكتف الشيخ المهدي البوعبدلي بالكتابة والتأليف في المجال التاريخي، وهو جالس في مكتبه محاطا بالكتب والمخطوطات وأكوام من الأوراق، بل كان يسافر إلى مختلف المدن الجزائرية من أجل المشاركة في الملتقيات الوطنية حول التاريخ الثقافي والديني والسياسي للجزائر.
وهكذا قدم محاضرات كثيرة حول تاريخ الحواضر الجزائرية مثل الجزائر وتلمسان وبجاية ووهران والمدية وتيهرت، وسلط الأضواء على أشهر أعلامها في المجالات المختلفة. وأذكر على سبيل المثال: عبد الرحمان الأخضري، وصالح بن مهنا، وعلي بن الحفاف، وعبد الكريم بن الفكون، والأمير عبد القادر، والطاهر الجزائري…الخ.
أما المشاركة في المؤتمرات التاريخية الدولية، فإنه كان يحرص على ذلك ليعرّف بتاريخنا الوطني وتراثنا الثقافي في المحافل العلمية العالمية، وهناك مثالين:
- أولا: مشاركته في المؤتمر الدولي الذي نظمه معهد فرنسا (الكوليج دو فرانس) بباريس في 20 ماي 1977م قدم خلاله محاضرة عنوانها: “حياة الأمير عبد القادر العلمية وتربيته الدينية حسب الوثائق التي لم تر النور” .

- ثانيا: مشاركته في مؤتمر المستشرقين الألمان المنعقد في مدينة برلين في مارس 1980م، وساهم ببحث عنوانه: “توشيح طراز الخياطة بشمائل شيخ شلاّطة” للشيخ محمد العربي بن مصباح.[1]

## إنتاجه الفكري
كانت اهتمامات الشيخ المهدي منصبَّة على التاريخ والشعر الملحون أساسًا، تبعًا للتُّراث الذي جمعه في مكتبته الخاصة، وحيث أنه عين بعد الاستقلال عضوا في المجلس الإسلامي الأعلى انكب أكثر على البحث والدراسة، وجمع الكُتُب والمخطوطات والرسائل والجرائد والمجلات، مِنْ مختلف المظانّ وسار في تحقيق الكتب والمخطوطات بعد أن تلقى دعما مهما من الوزير مولود قاسم نايت قاسم وظهور مجلّتي: الأصالة والثقافة اللتان كانتا الوسيلة لِنشر المقالات والدراسات المختلِفة والمتخصصة خلال عقدَي السبعينات والثمانينات، وكذلك ملتقيات الفكر الإسلامي، ووالملتقيات الأخرى عبر أرجاء مختلف المُدُن الجزائرية.
فكانت له العديد من المقالات في جرائد وصحف مختلفة ،

### مؤلفاته
- جوانب من الحياة الثقافية بالجزائر في العهد العثماني (من القرن العاشر الهجري إلى القرن الثالث عشر) ؛
- ثورة الشريف بوبغلة (بطل ثورة بلاد القبائل سنة 1851 م) ؛
- طبقات علماء الجزائر في العهد العثماني وما قاربه (مخطوط).

### تحقيقاته
- دليل الحيران وأنيس السَّهران في أخبار مدينة وهران للشيخ محمد بن يوسف الزياني، طبع بالمكتبة الوطنية الجزائرية سنة 1979 م ؛
- الثغر الجماني في ابتسام الثغر الوهراني للشيخ أحمد بن محمد بن علي بن سحنون الراشدي، نشر لأول مرَّة سنة 1973 م ؛

## نظرات عابرة في آثاره
وما يلفت الانتباه في آثاره هو أن أوج عطائه العلمي كان خلال فترة السبعينيات من القرن العشرين. ويفسر ذلك بدعم الأستاذ مولود قاسم (وزير الشؤون الدينية آنذاك) له، فكان يقدره كثيرا، ويستكتبه باستمرار للمشاركة في أعمال ملتقيات الفكر الإسلامي، وكذلك المساهمة في مجلة “الأصالة” بأنفس دراساته وأجود أبحاثه التاريخية، مثل مقالتي
1. “أغناتي كراتشوفسكي وآثاره في ميدان الإستشراق العربي”
2. ”جوانب مجهولة من آثار زيارة محمد عبده للجزائر”.

لا يمكننا هنا الحديث عن القيمة العلمية لآثاره التي صدرت في عام 2013م في 8 مجلدات، فهي تحتاج إلى دراسة عميقة، لذلك أكتفي هنا بهذه الملاحظات السريعة، وهي أن كتاباته لا تلتزم بدراسة فترة دقيقة بل تدرس عصورا تاريخية مختلفة، وتعالج موضوعات متعددة ومتشعبة ومكررة، تغلب عليها المقاربة السردية الشمولية، كما هو شأن كثير من المؤرخين الذين لم يتخرجوا من الجامعات الحديثة، ولم يستفيدوا من المناهج العلمية المعاصرة.
على أن الجهد الذي بذله للإحاطة بتفاصيل تاريخنا الوطني، ونشر وثائقه ومخطوطاته تجعل معارفنا حول تراثنا الحضاري أكثر اتساعا ووضوحا وفهما.

## وفاته
توفي الشيخ المهدي البوعبدلي يوم السبت الخامس من ذي الحجة سنة 1412 هـ الموافق لـ 6 جوان 1992 م، ودفن يوم الأحد بمقر زاويتهم، خارج المسجد كما أوصى بذلك.